# Claude Marius Perret
Pour les articles homonymes, voir Perret.
Claude Marius Perret (1789-1860) est un industriel français du XIXe siècle. Il a été particulièrement actif dans la synthèse chimique industrielle.

## Biographie
Fils d’un coiffeur du quartier Saint-Jean à Lyon, Claude Perret est né en 1789 et exerce tout d'abord l'activité de négociant en droguerie. il crée en 1819 une fabrique de soude aux Brotteaux. Sur le sel marin acheminé de Camargue par le Rhône, il fabrique artisanalement de la soude, en utilisant l’acide sulfurique produit par les vitrioleries voisines. La chimie bénéficie alors de l’essor de la soierie, en raison de la variété des techniques de traitement, mordançage, teinture, apprêt, avec des produits dérivés de l’acide sulfurique, qui est à l’époque la base de la plupart des réactions chimiques utilisées industriellement.
Trois ans plus tard, il produit à Perrache différents acides, parmi lesquels des sulfates et de l’eau de Javel. En 1833, il est l'inventeur de la technique permettant la transformation de pyrite en acide sulfurique, qui s'inspire de la découverte brevetée par l’ingénieur Alphonse-Clément Désormes en 1810, pour griller le minerai afin d'obtenir un gaz sulfureux, moins coûteux que celui résultant de la combustion du soufre. Ses fils, Michel et Jean-Baptiste (nés en 1813 et 1815) s'employèrent à rechercher les applications industrielles de ce procédé et déposent le brevet pour la famille en 1836.
Avec ses deux fils, associés à son gendre Jules Olivier, un jeune ingénieur de Tarare, il reprend vers 1840 les Mines de cuivre de Chessy et de Sain-Bel. Le site, grâce à eux, va considérablement se développer, car ils deviennent  les premiers producteurs d'acide sulfurique en France. Il transfère parallèlement son usine de Perrache à Saint Fons en 1853, où elle occupe vingt ans plus tard environ 80 hectares, créant ainsi la « Vallée de la Chimie » lyonnaise. Son entreprise est, à sa mort, en 1860, la deuxième industrie chimique de France. Les deux fils de son gendre Jules Olivier seront à l'origine des premiers développements commerciaux de la bicyclette en France.

## Source
- Bernadette Angleraud et Catherine Pellissier, Les dynasties lyonnaises : des Morin-Pons aux Mérieux : du XIXe siècle à nos jours, Paris, Perrin, 2003, 830 p. (ISBN 978-2-262-01196-3, OCLC 53803646).